# カタルーニャ民主連合
カタルーニャ民主連合（カタルーニャみんしゅれんごう、カタルーニャ語: Unió Democràtica de Catalunya、UDCまたはUnió）はカタルーニャ州を主たる活動領域とするスペインの政党で、その創設は1931年である。2015年に政党連合集中と統一が解体するまで、カタルーニャ州の政党カタルーニャ民主集中（CDC）と政党連合を構成していた。青年組織はUnió de Joves（若者の連合の意）。
UDCはカタルーニャ民族主義とキリスト教民主主義を基盤にする政党であり、中道・穏健主義のカタルーニャ主義を党是としており、それゆえに独立を明示的な形では宣言しておらず、スペイン国家が独立権を有する複数の主権実体（これにはカタルーニャも含まれる）による複合的な連邦国家化を支持している。党員・協力者の数はおよそ7,500人。
1990年以来、ジュゼップ・アントーニ・ドゥラン・イ・リェイダが党首として同党を率いている。

## 党史

### 創設
UDCの創設は第二共和国期の1931年11月7日で、カタルーニャ主義とキリスト教精神を基盤とする政党として、また公表はされなかったが、バルセロナの保守的な日刊新聞『アル・マティー』においてジュゼップ・O・アンゲーラ（Josep O. Anguera）、ペラ・アルダリウ（Pere Arderiu）、シャビエル・アラゴー（Xavier Aragó）、ペラ・アラガイ（Pere Aragai）アステーバ・ファレー（Esteve Farré）、ジュゼップ・M・ファレー（Josep M. Farré）、アンジャル・グラウ（Àngel Grau）、ジュアン・ギナート（Joan Guinart）、ジュゼップ・M・ムドゥレイ（Josep M. Modolell）、ジャウマ・ムレーラ・ミリャレット（Jaume Morera Millaret）、アンジャル・ムレーラ（Àngel Morera）、マヌエル・プゲス（Manuel Pugués）、パウ・ルメーバ・イ・ファレー（Pau Romeva i Ferrer）、ジュアン・バティスタ・ロカ・イ・カバイ（Joan Baptista Roca i Caball）、マウリーシ・サライーマ・イ・ブフィイ（Maurici Serrahima i Bofill）、ラモン・スニェー（Ramon Sunyer）、マヌエル・ティオー（Manuel Thió）、ラモン・トリンシェト（Ramon Trinxet）、リュイス・ビラ・イ・ダバダル（Lluís Vila i d'Abadal）、ジュゼップ・ビラプラーナ（Josep Vilaplana）の署名入りの声明文をもとに設立された。1932年半ばにはUDCに新たな参加者が表れた。その中にはかつてのアクショー・カタラーナの活動家マヌエル・カラスコ・フルミゲーラやミケル・コイ・イ・アラントルン、ジュゼップ・マリーア・トリーアス・イ・ペイチ（Josep Maria Trias i Peitx）、フェリックス・ドゥラン・イ・カニャメーラス（Fèlix Duran i Cañameres）の姿も見られた。
UDCの党員の多くはカルロス主義の信奉者であったが、その伝統主義運動がカタルーニャ自治憲章を支持する宣伝活動を認めなかったためにその運動から脱退した者たちであった；アクショー・カタラーナの場合は党が共和国憲法を支持する投票を行った結果、宗教に対する考え方の違いで党員が離党；またその他のグループから、たとえば地域主義連盟やカタルーニャ共和主義左翼からも少数派が合流した。
UDCはスペイン革命真っ只中に行われた1931年総選挙の後の共和国設立のための憲法制定会議において1人の議員（マヌエル・カラスコ・フルミゲーラ）を、1932年の自治州選挙後のカタルーニャ議会に1議席（パウ・ルメーバ・イ・ファレー）を獲得した。
その一方で、UDCは少数労働組合で1934年にキリスト教をバックボーンとして設立されたカタルーニャ・キリスト教徒労働者連合との関係を急速に深めていった。

### 第二共和国と市民戦争
第二共和国期を通じてUDCはその穏健的な立場を保持し続けた。
例えば、左派勢力が推し進めた、小規模農家のためにrabassa morta定期借地権契約を所有地により近いブドウ畑の貸借契約に変更することを促す1934年の耕作契約法（Ley de Contratos de Cultivo）を支持した。これはカタルーニャ共和主義左翼に近い農業労働組合のRabassaires連合（Unió de Rabassaires）によって要請された方策の一つであった。この法律はカタルーニャでは地域主義連盟の強い反対にあった。その後、「暗黒の2年間」と呼ばれたアレハンドロ・レルー率いる急進共和党とホセ・マリーア・ヒル＝ロブレスの自治右派連合の連立政府統治下で憲法保証裁判所（Tribunal de Garantías Constitucionales）によって、この法律は無効とされた。
それに対して、1934年10月6日、新共和国政府による「耕作契約法」の撤回という脅しの後、カタルーニャ政府首班のリュイス・クンパンチは「スペイン連邦共和国」内の「カタルーニャ国家」設立を宣言した時、UDCは支持しなかった。
1936年7月17日軍部によるクーデターが失敗し、バルセロナにおいて翌7月18日にスペイン内戦の火ぶたが切られた。このころの政治状況は、UDCにとって厳しいものであったが、共和国を支持する声明を発表しつつ、カタルーニャ民族主義の考えも保持、反乱側はUDCにとって敵となった。一方カトリシズムを奉じることは共和国政府を支持する労働者階級に対して、不審を抱かせた。
このことから、UDCの活動家および指導者たちは政府側支配地域では敵視され、特に過激な無政府主義者によって迫害された。そして、例えばフランセスク・ダ・パウラ・バディーア・イ・トゥベーリャのような指導的立場にあるもののうち何人かは暗殺された。
その他の指導者たちは、共和国政府を支持し、UDCと同様の政治的立場をとっていたバスク民族主義党（PNV）が政府を主導していたバスク地方へ移ることを望んだ。例えば、UDCの象徴的指導者のひとりであったマヌエル・カラスコ・フルミゲーラスの場合がそうであった。マヌエル・カラスコ・フルミゲーラスはバスク地方でPNVから共和国政府閣僚となっていたマヌエル・イルーホ・オージョとともに共和国政府とバチカンとの関係を正常化するために努めた。
しかし、マヌエル・カラスコ・フルミゲーラスは反乱軍側の艦艇に船が襲撃され捕えられ、即決裁判で死刑が言い渡され、UDCのその他の党員たちとともに1937年8月8日ブルゴスにおいて銃殺された。
カタルーニャが陥落、反乱軍の手に落ちて以降、UDCの指導者たちはフランスへの亡命を模索した。

### フランコ体制下
内戦末期からフランコ体制初期にかけて、国内にとどまっていたUDCの指導層および活動家の一部は、一旦国外に亡命したものの帰国した人々とともに秘密裏に党の再建に取り掛かり、反フランコ政党のひとつとなった。そのメンバーの中にはミケル・コイ・イ・アラントルンやジュアン・バティスタ・ロカ・イ・カバイがいた。
再建されたUDCの活動はもっぱら文化、カタルーニャ語に関すること、あるいはカタルーニャの歴史などの分野に集中的に行われたが、例えば1944年に設立されたフランコ体制に批判的な民主主義勢力の調整組織の最初の企てであるカタルーニャ民主主義国民評議会にも参画していた。その一方で、マウリーシ・サライーマなどの党員たちは、連合国側として、特に撃墜されたパイロットがフランス国境からポルトガルまで逃れ、英国あるいは米国に向かうのを支援するなど、ナチス・ドイツやフランスのヴィシー政権によって迫害された人々の避難ネットワークの一翼をになった。
1945年にはカタルーニャ大学戦線にジュゼップ・ベネット・イ・ムレイ（Josep Benet i Morell）に代表される（Front Universitari de Catalunya）のメンバーがUDCに加わった。
1957年UDCはカタルーニャ学生民族連盟（Federació Nacional d'Estudiants de Catalunya、FNEC）の再設立において協力、またキリスト教主義に基づく労働組合であるカタルーニャ・キリスト教徒労働者連帯（Solidaritat d'Obrers Cristians de Catalunya）の設立にも尽力した。また、1960年代にはクリスト・カタルーニャ（Crist Catalunya、CC）運動にも関わり、カタルーニャ民族主義政治家ジョルディ・プジョル・イ・スレーと協力しフェッツ・ダル・パラウ・ムジカ（fets del Palau de la Música）と呼ばれるイベントやラ・バングアルディアの当時の編集長ルイス・マルティネス・デ・ガリンソーガ（Luis Martínez de Galinsoga）がラテン語の公式ミサについて、カタルーニャ語に対して侮蔑的な言葉で攻撃したことで、同紙に対する組織的なボイコット運動を主導した。
またこの時期にUDCはバスク民族主義党（PNV）やスペイン国キリスト教民主主義団体（Equipo Demócrata Cristiano del Estado Español）を構成するスペイン国内のキリスト教徒団体との連携を模索していた。また、他のキリスト教民主主義政党とともにヨーロッパキリスト教民主主義連合に参加し、またキリスト教民主主義インターナショナルの創設メンバーとなり、のちにそれぞれ欧州民主党と欧州人民党となった。
1965年にバレンシア民主連合の、1974年にはバレアレス諸島民主連合の設立に加わった。
またUDCはカタルーニャ会議やカタルーニャ政治勢力調整委員会などの民主主義政党の様々な連携プラットフォームの構成メンバーとなった。

### 民主化以後
1977年の総選挙ではUDCは下院についてはホアキン・ルイス＝ヒメネス・コルテス率いるキリスト教民主主義連合と協同して候補を立てることを決し、カタルーニャではカタルーニャ中道キリスト教民主連合の名称で選挙戦に臨み、2議席を獲得、UDCはそのうち1議席を得た。上院についてはこの共闘関係をジョルディ・プジョル率いるカタルーニャ民主協定（カタルーニャ民主集中、カタルーニャ社会党＝再結集派、カタルーニャ民主主義左翼等による選挙連合）と連合することによって拡大した。
1978年、党の分裂が引き起こされた。それはアントン・カニェージャスによって率いられたグループが党を離脱し、拡大中道民主連合（Unió Democràtica de Centre Ample、UDCA）を組織した。これは民主中道連合とカタルーニャ中道連合（Unió del Centre de Catalunya）と連合してカタルーニャ中道主義者＝UCD（Centristes de Catalunya-UCD）を組織するためであった。
分裂によって残されたUDCは、1977年に結成した選挙連合のうちの2つの政党が合流したカタルーニャ民主集中（CDC）と連携し集中と統一（Convergència i Unió、CiU）という名称の政党連合を結成した。
この政党連合はカタルーニャ自治州議会選挙で勝利した時にカタルーニャ自治政府とその指導部の大きな部分を構成してきた。ミケル・コイ・イ・アラントルン、ジュアキン・シコイ、ジュアン・リゴルなど歴代自治州議会議長を輩出、そして現在の議長はヌリアダ・ジスペルトである。
2013年UDCはパリャロルス事件（Caso Pallerols）における汚職について法的責任を認め、元指導部のリュイス・ガバルダー、ビセンス・ガバルダー、サンティアゴ・バイベーらがEUによって失業者に割り当てられた388,483ユーロの横領の責任を負った。司法協定により、予測通り誰一人収監されなかった。
2015年6月UDCの3人の自治州政府閣僚が辞任したが、CDCと構成する政党連合については維持することを決した。だが、6月17日UDCはCiUの終焉と、州議会選挙では単独で臨むことを発表した。

## 歴代党代表
- 1963年 - 1988年： ミケル・コイ・イ・アラントルン
- 1988年 - 1990年： ジュアン・リゴル・ロッチ
- 1990年 - 在任中： ジュゼップ・アントーニ・ドゥラン・イ・リェイダ

## 選挙結果

### 下院
| 選挙年 | 筆頭候補者（所属政党）                  | 得票 | 得票率 | 獲得議席 | +/–      | 備考                                   |
| ------ | --------------------------------------- | ---- | ------ | -------- | -------- | -------------------------------------- |
| 1977年 | アントン・カニェージャス（UDC）         | N/D  | N/D    | 1 / 350  | -        | カタルーニャ中道キリスト教民主連合内で |
| 1979年 | ジョルディ・プジョル（CDC）             | N/D  | N/D    | 1 / 350  | 増減なし | 集中と統一内で                         |
| 1982年 | ミケル・ロカ（CDC）                     | N/D  | N/D    | 3 / 350  | 2        | 集中と統一内で                         |
| 1986年 | ミケル・ロカ（CDC）                     | N/D  | N/D    | 5 / 350  | 2        | 集中と統一内で                         |
| 1989年 | ミケル・ロカ（CDC）                     | N/D  | N/D    | 5 / 350  | 増減なし | 集中と統一内で                         |
| 1993年 | ミケル・ロカ（CDC）                     | N/D  | N/D    | 5 / 350  | 増減なし | 集中と統一内で                         |
| 1996年 | ジュアキン・ムリンス（UDC）             | N/D  | N/D    | 5 / 350  | 増減なし | 集中と統一内で                         |
| 2000年 | シャビエル・トリーアス（UDC）           | N/D  | N/D    | 5 / 350  | 増減なし | 集中と統一内で                         |
| 2004年 | ジュゼップ・アントーニ・ドゥラン（UDC） | N/D  | N/D    | 4 / 350  | 1        | 集中と統一内で                         |
| 2008年 | ジュゼップ・アントーニ・ドゥラン（UDC） | N/D  | N/D    | 4 / 350  | 増減なし | 集中と統一内で                         |
| 2011年 | ジュゼップ・アントーニ・ドゥラン（UDC） | N/D  | N/D    | 6 / 350  | 2        | 集中と統一内で                         |

### カタルーニャ自治州議会
| 選挙年 | 筆頭候補者（所属政党）      | 得票 | 得票率 | 獲得議席 | +/–      | 備考                                                       |
| ------ | --------------------------- | ---- | ------ | -------- | -------- | ---------------------------------------------------------- |
| 1932年 | パウ・ルメーバ（CDC）       | N/D  | N/D    | 1 / 85   | -        | 地域主義連盟との連合で                                     |
|        |                             |      |        |          |          |                                                            |
| 1980年 | ジョルディ・プジョル（CDC） | N/D  | N/D    | 8 / 135  | -        | カタルーニャ民主集中（CDC）との政党連合集中と統一（CiU）で |
| 1984年 | ジョルディ・プジョル（CDC） | N/D  | N/D    | 16 / 135 | 8        | カタルーニャ民主集中（CDC）との政党連合集中と統一（CiU）で |
| 1988年 | ジョルディ・プジョル（CDC） | N/D  | N/D    | 15 / 135 | 1        | カタルーニャ民主集中（CDC）との政党連合集中と統一（CiU）で |
| 1992年 | ジョルディ・プジョル（CDC） | N/D  | N/D    | 16 / 135 | 1        | カタルーニャ民主集中（CDC）との政党連合集中と統一（CiU）で |
| 1995年 | ジョルディ・プジョル（CDC） | N/D  | N/D    | 14 / 135 | 2        | カタルーニャ民主集中（CDC）との政党連合集中と統一（CiU）で |
| 1999年 | ジョルディ・プジョル（CDC） | N/D  | N/D    | 13 / 135 | 1        | カタルーニャ民主集中（CDC）との政党連合集中と統一（CiU）で |
| 2003年 | アルトゥール・マス（CDC）   | N/D  | N/D    | 13 / 135 | 増減なし | カタルーニャ民主集中（CDC）との政党連合集中と統一（CiU）で |
| 2006年 | アルトゥール・マス（CDC）   | N/D  | N/D    | 14 / 135 | 1        | カタルーニャ民主集中（CDC）との政党連合集中と統一（CiU）で |
| 2010年 | アルトゥール・マス（CDC）   | N/D  | N/D    | 17 / 135 | 3        | カタルーニャ民主集中（CDC）との政党連合集中と統一（CiU）で |
| 2012年 | アルトゥール・マス（CDC）   | N/D  | N/D    | 13 / 135 | 4        | カタルーニャ民主集中（CDC）との政党連合集中と統一（CiU）で |
| 2015年 | ラモン・アスパダレー        | N/D  | N/D    | 0 / 135  | 13       |                                                            |